# Ayrshire (Iowa)
Ayshire è una città degli Stati Uniti, situata nella Contea di Palo Alto, nello Stato dell'Iowa.

## Geografia fisica
Ayrshire è situata a 43°02′19″N 94°50′05″W. La città ha una superficie di 0,54 km² interamente coperti da terra. Ayrshire è situata a 402 m s.l.m.

## Società

### Evoluzione demografica
Al censimento del 2010, Ayrshire contava 143 abitanti e 34 famiglie. La densità di popolazione era di 264,81 abitanti per chilometro quadrato. Le unità abitative erano 95 con una media di 17,21 per chilometro quadrato. La composizione razziale contava il 100% di bianchi.